# Lyman (Washington)
Lyman és una població dels Estats Units a l'estat de Washington. Segons el cens del 2000 tenia 409 habitants.

## Demografia
Segons el cens del 2000, Lyman tenia 409 habitants, 161 habitatges, i 105 famílies. La densitat de població era de 239,3 habitants per km².
Dels 161 habitatges en un 28% hi vivien nens de menys de 18 anys, en un 50,9% hi vivien parelles casades, en un 7,5% dones solteres, i en un 34,2% no eren unitats familiars. En el 25,5% dels habitatges hi vivien persones soles el 9,3% de les quals corresponia a persones de 65 anys o més que vivien soles. El nombre mitjà de persones vivint en cada habitatge era de 2,54 i el nombre mitjà de persones que vivien en cada família era de 2,99.
Per edats la població es repartia de la següent manera: un 25,7% tenia menys de 18 anys, un 8,6% entre 18 i 24, un 30,6% entre 25 i 44, un 24% de 45 a 60 i un 11,2% 65 anys o més.
L'edat mediana era de 37 anys. Per cada 100 dones de 18 o més anys hi havia 98,7 homes.
La renda mediana per habitatge era de 34.318 $ i la renda mediana per família de 40.625 $. Els homes tenien una renda mediana de 34.583 $ mentre que les dones 25.417 $. La renda per capita de la població era de 17.014 $. Aproximadament l'11,3% de les famílies i el 15,7% de la població estaven per davall del llindar de pobresa.

## Poblacions més properes
El següent diagrama mostra les poblacions més properes.